# Воля Горянська
Воля Горянська (пол. Wola Górzańska) — село в Польщі, у гміні Солина Ліського повіту Підкарпатського воєводства. Розташоване на перетині етнічних українських територій Лемківщини і Бойківщини. Розташоване в пасмі гір Західних Бескидів, недалеко від кордону зі Словаччиною та Україною. Населення — 36 осіб (2011).

## Історія
У 1772—1918 роках село перебувало у складі Австро-Угорської монархії, у провінції Королівство Галичини та Володимирії. 1893 року в селі налічувався 31 будинок, а населення становило 184 особи, з них: 162 греко-католики, 15 римо-католиків та 7 юдеїв.
У 1919—1939 роках село входило до Ліського повіту Львівського воєводства. На 1 csxyz 1939 року у селі мешкало 330 осіб, з них: 310 українців-греко-католиків, 10 українців-римокатоликів та 10 євреїв. Греко-католицька громада належала до парафії Горянка Балигородського деканату Перемиської єпархії.
1946 року з села були виселені всі родини українців.
У 1975—1998 роках село належало до Кросненського воєводства.

## Демографія
Демографічна структура станом на 31 березня 2011 року:
|          | Загалом | Допрацездатний вік | Працездатний вік | Постпрацездатний вік |
| -------- | ------- | ------------------ | ---------------- | -------------------- |
| Чоловіки | 20      | 4                  | 14               | 2                    |
| Жінки    | 16      | 3                  | 10               | 3                    |
| Разом    | 36      | 7                  | 24               | 5                    |